# 1819
1819 (số La Mã: MDCCCXIX) là một năm thường bắt đầu vào thứ Sáu trong lịch Gregory.

## Sinh
- 5 tháng 3 – Nguyễn Phúc Miên Thủ, tước phong Hàm Thuận công, hoàng tử con vua Minh Mạng (m. 1859)
- 21 tháng 4 – Nguyễn Phúc Nhu Thuận, phong hiệu Phong Hòa Công chúa, công chúa con vua Minh Mạng (m. 1840)
- 24 tháng 5 – Victoria của Anh của Anh (m. 1901)
- 10 tháng 7 – Pieter Bleeker, nhà ngư học kiêm nhà bò sát học người Hà Lan (m. 1878).
- 11 tháng 12 – Nguyễn Phúc Miên Thẩm, tước phong Tùng Thiện vương, hoàng tử con vua Minh Mạng (m. 1870)
- 16 tháng 12 – Nguyễn Phúc Nhu Thục, phong hiệu An Cát Công chúa, công chúa con vua Minh Mạng (m. 1886)